# Хайнрих IV фон Байхлинген
Хайнрих IV 'Стари' фон Байхлинген (на немски: Heinrich IV von Beichlingen; * ок. 1320; † 1386) е граф на Байхлинген.

## Произход
Той е син на граф Фридрих VII (X) фон Байхлинген († 1342/1343) и съругата му София фон Орламюнде († сл. 1354), дъщеря на граф Херман IV фон Орламюнде-Ваймар († 1319) и графиня Мехтилд фон Рабенсвалд († сл. 1338). Брат му Херман III фон Байхлинген († сл. 1377) е господар на Обер-Заксенбург.

## Фамилия
Хайнрих IV фон Байхлинген се жени на 21 май 1349 г. за графиня София фон Регенщайн, дъщеря на граф Бернхард I фон Регенщайн († сл. 1368) и графиня фон Мансфелд-Кверфурт († 1358). Те имат децата:
- Фридрих XIV фон Байхлинген (* ок. 1350; † 12 юни 1426, убит в битката при Аусиг), граф на Байхлинген във Вие, женен за бургграфиня Хелена фон Майсен († 13 юли 1393), II. за Матила фон Мансфелд-Кверфурт.
- Агнес фон Байхлинген († сл. 1422), омъжена I. 1376/1415 г. за Хайнрих фон Бланкенхайн († сл. 1415), II. сл. 1415 г. за Ото VIII фон Орламюнде († ок. 30 март 1460), господар на Грефентал и Лихтентане
- Йохан I фон Байхлинген († сл. 1404)